# George Latimer Bates
George Latimer Bates (Abingdon, 21 marzo 1863 – Chelmsford, 31 gennaio 1940) è stato un ornitologo, botanico e naturalista statunitense.

## Biografia
Bates frequentò il Knox College di Galesburg e poi, dopo il diploma nel 1885, il Chicago Theological Seminary, dove si laureò nel 1891. Dopo alcuni anni come insegnante nel Dakota del Sud, nel 1895 si trasferì in Africa occidentale per studiare la flora e la fauna del territorio. In Africa iniziò a raccogliere esemplari zoologici e botanici, prima in Gabon e nell'attuale Repubblica del Congo, a quel tempo entrambi appartenenti alla colonia dell'Africa Equatoriale Francese, e successivamente nella colonia tedesca del Camerun. Dopo un breve ritorno negli Stati Uniti d'America, nel 1905 si stabilì a Bitye, Camerun, nei pressi del fiume Dja, da dove intraprese nuove spedizioni botaniche e zoologiche. Ulteriori spedizioni lo portarono in Nigeria e sul lago Ciad.
Nel 1928 Bates lasciò l'Africa e si trasferì a Chelmsford, in Inghilterra. La sua collezione è stata catalogata nel British Museum, ora Museo di storia naturale di Londra. Nel 1930 Bates scrisse il trattato Handbook of the Birds of West Africa, prima di ripartire nel 1931 per un viaggio di ricerca in Africa, che lo portò da Konni lungo il nord del fiume Niger fino al deserto del Sahara. I risultati del viaggio sono stati pubblicati sulla rivista ornitologica Ibis. Dopo il suo ritorno nel 1932 si dedicò a lavorare al British Museum, dove identificò e catalogò esemplari di uccelli raccolti, tra gli altri, da Harry St John Philby. Su invito di Philby, si recò a Gedda nel 1934 per intraprendere ulteriori ricerche nella penisola arabica. Il suo ultimo libro, Birds of Arabia, è rimasto inedito, ma è stato utilizzato da Richard Meinertzhagen per il suo libro Birds of Arabia, pubblicato nel 1954.

## Riconoscimenti
Una specie di serpente africano, Rhamnophis batesii, è stata così chiamata in suo onore, così come tre specie di anfibi sempre endemici del continente africano (Astylosternus batesi, Phrynobatrachus batesii, e Nectophryne batesii), venti uccelli e quattro mammiferi.

## Opere
- (EN) George Latimer Bates, Handbook of the Birds of West Africa, 1930.

| {{{1}}}Wikidata P428 è l'abbreviazione standard utilizzata per le piante descritte da George Latimer Bates. Consulta l'elenco delle piante assegnate a questo autore dall'IPNI. |

| Bates è l'abbreviazione standard utilizzata per le specie animali descritte da George Latimer Bates. Categoria:Taxa classificati da George Latimer Bates |